# Мухаммадшарифи, Саидходжа
Саидходжа Мухаммадшарифи (род. 25 октября 1998, Душанбе) — российский и таджикский футболист, полузащитник клуба «Равшан».

## Биография
Родился 25 октября 1998 года в Душанбе. Закончил футбольную академию казанского «Рубина». В составе сборной Приволжья в 2013 году стал победителем первенства России среди юношей до 15 лет. В 2015 году выступал за мини-футбольный клуб «Автодор-Смоленск».
Затем играл за молодёжную команду «Чайки» Песчанокопское Ростовской области, в 15 играх забил 11 мячей. Дебютировал в основной команде 20 июля 2017 года в игре против владикавказского «Спартака» (1:1). Всего в 2017 году в зоне «Юг» первенства ПФЛ Махаммадшарифи провёл четыре игры, а в Кубке России — одну. В декабре 2017 года был исключён из заявки команды.
Перед началом чемпионата Таджикистана 2018 года присоединился к новичку турнира — команде «Куктош». Признавался лучшим игроком матча «Куктош» — «Регар-ТадАЗ» (1:1), в котором отметился забитым голом.
Летом 2018 года перешёл в «Елец», выступающий в любительском турнире МОА Черноземье. Первым голом в новой команде отметился в матче против липецкого «Металлурга-М» (2:2).
В феврале 2022 года перешёл в «Шахтёр» (Петриков). Дебютировал за клуб 9 апреля 2022 года в матче против новополоцкого «Нафтана», где также забил свой дебютный гол. По итогу сезона вместе с клубом стал бронзовым призёром Первой Лиги. В январе 2023 года покинул клуб по истечении срока контракта.